# 科帕奇夫卡 (傑拉日尼亞區)
49°21′7″N 27°21′15″E / 49.35194°N 27.35417°E
科帕奇夫卡（烏克蘭語：Копачівка）是位於烏克蘭西部的村莊，由赫梅利尼茨基州裡赫梅利尼茨基區的德拉日尼亞市鎮負責管轄。該村始建於1650年，面積2.54平方公里，海拔高度295米，2001年人口872，人口密度每平方公里343.3人。